# Língua kupia
Kupia é uma língua Indo-Ariana relacionada à Língua oriá falada por cerca de 6.600 pessoas das 79 mil do o povo Valmiki no estado Indiano de Andhra Pradesh.

## Falantes
Os Valmiki são um grupo tribal, concentrado na área da agências de Hyderabad, Srikakulam, Vizianagaram, nos Distritos Leste Godavari e Visakhapatnam. Valmika ou Valmiki é o nome assumido pelos Boyas e Paidis (como também são chamados), que se dizem descendentes do grande sábio Valmiki, autor do poema épico Hindu. Ramayana. É uma casta sem nenhuma característica comum na área se chama a si próprios de Valmiki.
A população Valmiki na área era de 142.944 pelo Censo de 1981, de 79.000 em 2007. São geralmente vilas multi-tribais, onde vivem também outras tribos como os Bagatha, Gadaba, Konda Dora and Porja. Falam sua própria língua, o Kupia, bem como as línguas locais Telugu e o dialeto Kunchu buchi da língua Orissa.
São agricultores, a religião tradicional sendo uma mistura de Hinduísmo e Cristianismo. A alfabetização entre os Valmiki é comparativamente maior se comparada com a das outras tribos da área. Em geral, os meninos saem das escolas para sustentar suas famílias e as meninas não são encorajadas a freqüentar escolas. Também falam Telugu como segunda língua, com alfabetização de 40% (1983).

## Escrita
Usa-se a escrita Telugu e também uma escrita própria para o Kupia foi desenvolvida pela Professora Prasanna Sree.